# Florentin Pogba
Pour les articles homonymes, voir Pogba.
Florentin Pogba est  un footballeur international guinéen, né le 19 août 1990 à Conakry, qui joue au poste de défenseur central.
Il est le frère jumeau de Mathias Pogba, également footballeur professionnel, ainsi que frère aîné de l'international français Paul Pogba.

## Biographie

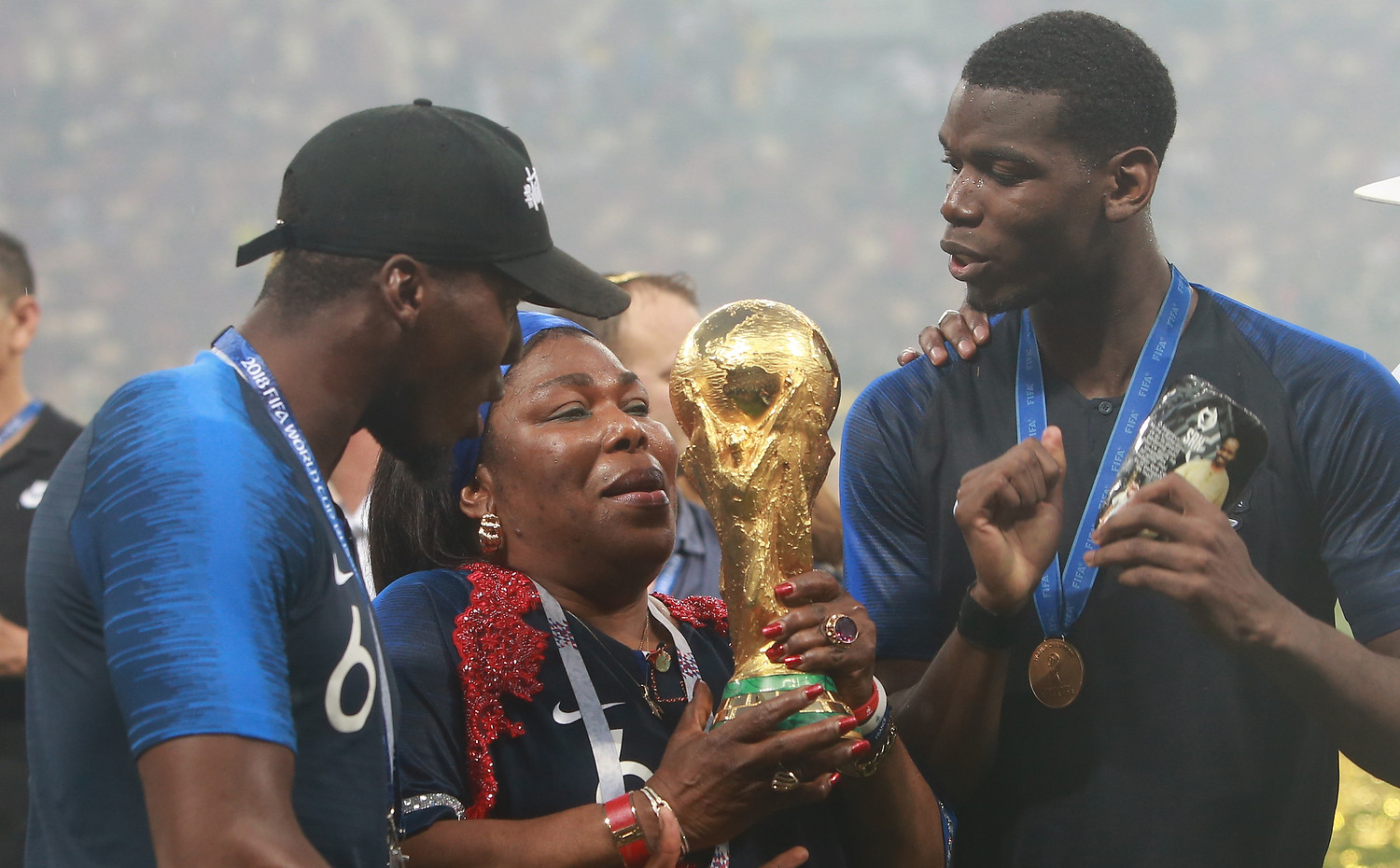
La famille Pogba : Florentin, Paul et leur mère avec le trophée de la Coupe du monde

Né à Conakry, capitale de la Guinée, il part avec ses parents s'installer en France, à Roissy-en-Brie en Seine-et-Marne alors qu'il n'a que huit mois. Florentin Pogba y grandit, avec ses frères, à la cité de la Renardière. Ses deux frères sont également footballeurs : son frère jumeau, Mathias, international guinéen et son petit frère, Paul, champion du Monde avec la France.
D'un gabarit impressionnant (1,87 m pour 86 kg) et gaucher, Florentin Pogba a commencé sa carrière au poste d'arrière gauche mais l'a continuée dans l'axe de la défense, en tant qu'arrière central gauche dans une défense centrale à deux ou à trois, notamment à l'ASSE.

### Carrière en club

#### Celta Vigo (2007-2009)
Alors qu'il évolue dans différents clubs d'Île-de-France, le Celta Vigo le repère en 2007 avec son frère, Mathias. Il intègre ses équipes de jeunes.

#### CS Sedan-Ardennes (2009-2012)
En août 2009, il effectue un essai au CS Sedan Ardennes qui s'avère concluant et il signe un contrat de stagiaire dans le club ardennais. Ses performances avec la réserve sedanaise sont excellentes et il signe son premier contrat professionnel en mars 2010.
Plusieurs fois intégré dans le groupe mais jamais entré en jeu, il fait sa première apparition avec l'équipe première du CSSA en Coupe de France contre le club amateur du FC Steinseltz, le 20 novembre 2010. Il est titularisé au poste d'arrière gauche et son équipe s'impose deux buts à zéro. Deux mois plus tard, il connait sa première titularisation en championnat face à l'US Boulogne où il est crédité d'un bon match. Au fil de la saison, il gagne sa place de titulaire au sein de la défense sedanaise grâce à de bonnes prestations, auteur notamment d'une passe décisive pour Nicolas Fauvergue face au Vannes OC puis, une semaine plus tard, pour Alexis Allart contre le Stade lavallois. Dans la foulée, l'option de prolongation incluse dans son contrat est levée et il s'engage jusqu'en 2013 avec le CS Sedan Ardennes.
En concurrence avec Lionel Carole pour la place de titulaire à gauche de la défense pour la saison 2011-2012, il en profite pour inscrire son premier but professionnel d'une tête sur corner lors du match contre l'ES Troyes AC le 20 septembre 2011, permettant à son équipe de ramener le point du match nul.

#### AS Saint-Étienne (2012-2018)
Le 4 septembre 2012, dernier jour du mercato d'été, l'ASSE s'attache ses services pour quatre ans contre 500 000 euros ; bien que dernière recrue des « Verts », il est prêté dans la foulée au CS Sedan jusqu'à la fin de la saison et n'intégrera véritablement l'effectif stéphanois qu'en juin 2013.
Le 3 décembre 2014, il marque son premier but avec les Verts face au Montpellier HSC (victoire 2-0) lors de la 16e journée de Ligue 1. Alors qu'il s'était imposé comme premier choix en remplaçant de la charnière centrale Bayal Sall-Perrin, il voit sa fin de saison compromise à la suite de la Coupe d'Afrique des Nations et un gros claquage face au Cameroun. Il retrouve finalement le chemin des terrains lors de la 36e journée de championnat en entrant en jeu face à l'OGC Nice.
Depuis la saison 2015-2016, il est souvent décrié et peine énormément à s'imposer dans la charnière centrale de l'ASSE.

#### Gençlerbirliği SK puis Atalanta United
Le 31 janvier 2018, Florentin Pogba est transféré au club turc du Gençlerbirliği SK. Il signe alors un contrat d'un an et demi.
Le 5 février 2019, il signe en faveur du club américain d'Atlanta United. Il y remporte ses premiers trophées en professionnel, la Campeones Cup et la Coupe des États-Unis en 2019. Il joue l'intégralité des deux finales.

#### FC Sochaux-Montbéliard (2020-2022)
Le 18 mai 2020, le FC Sochaux-Montbéliard annonce la signature de Florentin Pogba pour 3 saisons sous réserve de satisfaction à la visite médicale. Son arrivée est officialisée le 27 mai.

#### Stade Poitevin (2025)
Le 6 août 2025, le Stade Poitevin (Nationale 2) annonce la signature du joueur de 34 ans,.

### Parcours en sélection
Alors qu'il n'a jamais disputé de match professionnel, il est appelé par Michel Dussuyer, sélectionneur de la Guinée, pour disputer un match amical contre le Mali, le 11 août 2010. Les Guinéens s'imposent 2-0, il dispute la seconde mi-temps.

#### Avec les Bleuets

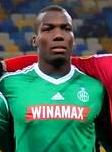
Florentin Pogba

Neuf mois plus tard, il reçoit une pré-convocation de l'équipe de France espoirs. En effet, le match contre le Mali étant un match amical, les règlements de la FIFA autorisent les bi-nationaux à changer de sélection tant qu'ils n'ont pas été sélectionnés chez les A en compétition officielle.
Il figure ainsi dans la liste des joueurs sélectionnés par Pierre Mankowski pour disputer le Tournoi de Toulon 2011, en compagnie de son coéquipier à Sedan, Yoann Court. Il dispute l'intégralité du premier match et participe à la victoire 4 buts à 1 des Bleuets contre le Mexique, délivrant une passe décisive à Steven Joseph-Monrose. Il est titularisé en défense centrale pour le troisième match contre la Hongrie, où les Espoirs arrachent le nul à la dernière minute grâce à Frédéric Duplus et se qualifient pour les demi-finales. Les Bleuets parviennent jusqu'en finale, où ils affrontent la Colombie, et Florentin Pogba est titularisé. La France est défaite aux tirs au but, le gardien colombien ayant notamment stoppé la tentative de Pogba.

#### Avec la Guinée
Le 24 mars 2013, il opte définitivement pour la sélection guinéenne, en étant titularisé lors d'un match de qualification pour la Coupe du monde 2014 contre le Mozambique. Il dispute également le match retour, le 9 juin 2013, remporté 6-1.
Transféré à l’inter-saison à l'AS Saint-Étienne, il n'a que peu de temps de jeu pour sa première année au club, ce qui lui vaut de n'être sélectionné qu'à une reprise, le 25 mai 2014, pour un match amical contre le Mali.
Son temps de jeu en club est en revanche beaucoup plus important lors de la saison 2014-2015 et il regagne sa place en sélection, s'imposant comme titulaire en charnière centrale. Il participe ainsi à la qualification de la Guinée pour la CAN 2015. Dans la continuité des éliminatoires, il est convoqué dans la liste des 23 Guinéens pour disputer la Coupe d'Afrique des Nations 2015. Titulaire, il se fait un claquage dès le second match contre le Cameroun et doit déclarer forfait pour le reste de la compétition.
En janvier 2022, il est retenu par le sélectionneur Kaba Diawara afin de participer à la Coupe d'Afrique des nations 2021 organisée au Cameroun.
| Matchs internationaux de Florentin Pogba | Matchs internationaux de Florentin Pogba | Matchs internationaux de Florentin Pogba            | Matchs internationaux de Florentin Pogba | Matchs internationaux de Florentin Pogba | Matchs internationaux de Florentin Pogba | Matchs internationaux de Florentin Pogba |
|                                          | Date                                     | Stade, ville, pays                                  | Adversaire                               | Résultat                                 | Compétition                              | Temps de jeu                             |
| ---------------------------------------- | ---------------------------------------- | --------------------------------------------------- | ---------------------------------------- | ---------------------------------------- | ---------------------------------------- | ---------------------------------------- |
| 1.                                       | 11 août 2010                             | Stade Saint-Éxupéry, Marignane, France              | Mali                                     | 0-2                                      | Match amical                             | 45 min (Remplaçant)                      |
| 2.                                       | 24 mars 2013                             | Estádio Nacional do Zimpeto, Maputo, Mozambique     | Mozambique                               | 0-0                                      | Éliminatoires Mondial 2014               | 90 min (Titulaire)                       |
| 3.                                       | 9 juin 2013                              | Stade du 28-Septembre, Conakry, Guinée              | Mozambique                               | 6-1                                      | Éliminatoires Mondial 2014               | 66 min (Titulaire)                       |
| 4.                                       | 25 mai 2014                              | Stade olympique Yves-du-Manoir, Colombes, France    | Mali                                     | 1-2                                      | Match amical                             | 90 min (Titulaire)                       |
| 5.                                       | 11 octobre 2014                          | Stade Mohammed-V, Casablanca, Maroc                 | Ghana                                    | 1-1                                      | Éliminatoires CAN 2015                   | 90 min (Titulaire)                       |
| 6.                                       | 15 novembre 2014                         | Stade de Kégué, Lomé, Togo                          | Togo                                     | 1-4                                      | Éliminatoires CAN 2015                   | 90 min (Titulaire)                       |
| 7.                                       | 19 novembre 2014                         | Stade Mohammed-V, Casablanca, Maroc                 | Ouganda                                  | 2-0                                      | Éliminatoires CAN 2015                   | 90 min (Titulaire)                       |
| 8.                                       | 20 janvier 2015                          | Nuevo Estadio de Malabo, Malabo, Guinée équatoriale | Côte d'Ivoire                            | 1-1                                      | CAN 2015                                 | 90 min (Titulaire)                       |
| 9.                                       | 24 janvier 2015                          | Nuevo Estadio de Malabo, Malabo, Guinée équatoriale | Cameroun                                 | 1-1                                      | CAN 2015                                 | 45 min (Titulaire)                       |

## Statistiques
Le tableau ci-dessous retrace la carrière de Florentin Pogba depuis ses débuts professionnels.

| Saison                | Club                   | Championnat           | Championnat | Championnat | Coupe nationale | Coupe nationale | Coupe de la Ligue | Coupe de la Ligue | Compétition(s) continentale(s) | Compétition(s) continentale(s) | Compétition(s) continentale(s) | Guinée | Guinée | Total | Total |
| Saison                | Club                   | Division              | M.          | B.          | M.              | B.              | M.                | B.                | Comp.                          | M.                             | B.                             | M.     | B.     | M.    | B.    |
| 2010-2011             | CS Sedan Ardennes      | Ligue 2               | 13          | 0           | 1               | 0               | -                 | -                 | -                              | -                              | -                              | 1      | 0      | 15    | 0     |
| 2011-2012             | CS Sedan Ardennes      | Ligue 2               | 32          | 4           | 2               | 0               | 3                 | 0                 | -                              | -                              | -                              | -      | -      | 37    | 4     |
| 2012-2013             | CS Sedan Ardennes      | Ligue 2               | 35          | 3           | 3               | 0               | 1                 | 0                 | -                              | -                              | -                              | 3      | 0      | 42    | 3     |
| Sous-total            | Sous-total             | Sous-total            | 80          | 7           | 6               | 0               | 4                 | 0                 | -                              | -                              | -                              | 4      | 0      | 94    | 7     |
| 2013-2014             | AS Saint-Étienne       | Ligue 1               | 4           | 0           | 1               | 0               | -                 | -                 | C3                             | 0                              | 0                              | 1      | 0      | 6     | 0     |
| 2014-2015             | AS Saint-Étienne       | Ligue 1               | 16          | 1           | 1               | 0               | 1                 | 0                 | C3                             | 6                              | 0                              | 8      | 0      | 32    | 1     |
| 2015-2016             | AS Saint-Étienne       | Ligue 1               | 24          | 0           | 3               | 0               | -                 | -                 | C3                             | 8                              | 0                              | 3      | 0      | 38    | 0     |
| 2016-2017             | AS Saint-Étienne       | Ligue 1               | 17          | 1           | -               | -               | 1                 | 0                 | C3                             | 11                             | 0                              | 4      | 0      | 33    | 1     |
| 2017-2018             | AS Saint-Étienne       | Ligue 1               | 5           | 0           | 1               | 0               | -                 | -                 | -                              | -                              | -                              | -      | -      | 6     | 0     |
| Sous-total            | Sous-total             | Sous-total            | 66          | 2           | 6               | 0               | 2                 | 0                 | -                              | 25                             | 0                              | 16     | 0      | 115   | 2     |
| 2017-2018             | Gençlerbirliği SK      | Süper Lig             | 8           | 0           | 1               | 0               | -                 | -                 | -                              | -                              | -                              | 1      | 0      | 10    | 0     |
| 2019                  | Atlanta United         | MLS                   | 16          | 0           | 4               | 0               | -                 | -                 | LCC+CC                         | 1+1                            | 0                              | 2      | 0      | 24    | 0     |
| 2020-2021             | FC Sochaux-Montbéliard | Ligue 2               | 30          | 0           | -               | -               | -                 | -                 | -                              | -                              | -                              | 6      | 0      | 36    | 0     |
| 2021-2022             | FC Sochaux-Montbéliard | Ligue 2               | 32+1        | 0           | 2               | 0               | -                 | -                 | -                              | -                              | -                              | 2      | 0      | 37    | 0     |
| Sous-total            | Sous-total             | Sous-total            | 63          | 0           | 2               | 0               | -                 | -                 | -                              | -                              | -                              | 8      | 0      | 73    | 0     |
| 2022-2023             | ATK Mohun Bagan        | Indian Super League   | 2           | 0           | 2               | 0               | -                 | -                 | AFC 2                          | 1                              | 0                              | -      | -      | 5     | 0     |
| 2024-2025             | RE Vitron              | 1ste Nationale        | 30          | 6           | -               | -               | -                 | -                 | AFC 2                          | 1                              | 0                              | -      | -      | 31    | 6     |
| Total sur la carrière | Total sur la carrière  | Total sur la carrière | 265         | 15          | 21              | 0               | 6                 | 0                 | -                              | 29                             | 0                              | 31     | 0      | 352   | 15    |

## Palmarès
- Atlanta United
- Vainqueur de la Campeones Cup en 2019[26]
- Vainqueur de la Coupe des États-Unis en 2019[27]